# Goza
Goza (biał. Газа, Haza; ros. Гоза, Goza; pol. hist. Goża) – wieś na Białorusi, w obwodzie grodzieńskim, w rejonie ostrowieckim, w sielsowiecie Worniany, przy drodze republikańskiej R45, w pobliżu jej skrzyżowania z drogą republikańską R52 i w pobliżu Białoruskiej Elektrowni Jądrowej.

## Historia
W XIX i w początkach XX w. nazwę Goża nosiły leżące w pobliżu siebie cztery wsie, okolica szlachecka i folwark. Położone one były w Rosji, w guberni wileńskiej, w powiecie wileńskim. Jedna z wsi była własnością skarbowa, pozostałe miejscowości stanowiły własność szlachecką.
Po I wojnie światowej pod administracją polską, w Zarządzie Cywilnym Ziem Wschodnich, w okręgu wileńskim, w powiecie wileńskim. W latach 1920–1922 w składzie Litwy Środkowej.
Od 11 kwietnia 1922 leżała w Polsce, w województwie wileńskim, w powiecie wileńsko-trockim, do 1 kwietnia 1927 w gminie Worniany, następnie w gminie Michaliszki/Gierwiaty. Rozporządzenie ministra spraw wewnętrznych z 1927 pod nazwą Goza wymienia wieś, zaścianek i folwark, natomiast Wykaz miejscowości Rzeczypospolitej Polskiej z 1938 pod nazwą Goza wymienia wieś i folwark.
Po II wojnie światowej w granicach Związku Sowieckiego. Od 1991 w niepodległej Białorusi.